# 이오니아 그리스어
이오니아 그리스어(고대 그리스어: Ἑλληνικὴ Ἰωνική Hellēnikē Iōnikē[*])는 아티키-이오니아 방언에 속하는 고대 그리스어이다. 1300~1500년대 고대 문자이다. 경우에 따라서 이오니아 방언이라고도 한다.
따라서 호메로스 그리스어는 기본적으로 상고 이오니아 그리스어(ἀρχαίας Ἑλληνικὴ Ἰωνική)이며, 아이올리아 방언이 섞인 것이라는 것이 고전학자들의 공통된  입장이다.

## 역사
이오니아 방언은 기원전 11세기, 그리스 본토에서 도리아인의 침입으로 에게해를 건넌 피난민들이 이오니아 지방에 도착하여 정착했을 때 처음 나타난 것으로 보인다.
그 후 기원전 5세기의 그리스 암흑기가 끝나갈 무렵, 소아시아 서해안 중심부와 키오스 섬, 사모스 섬이 고유한 이오니아의 핵심을 형성한다. 나중에는 에게 해 중심의 다른 섬들과 아테네 북쪽에 위치한 에우이아 섬에서도 사용되었다. 그리고 곧 이어 이오니아인들에 의해 에게 해 북부와 흑해, 지중해 서부가 식민지화됨으로써 널리 퍼지게 되었다.

## 같이 보기
- 이오니아인
- 야바나